# DDR-Meisterschaften im Boxen 1975
Die DDR-Meisterschaften im Boxen wurden 1975 zum 27. Mal ausgetragen und fanden vom 9. bis 13. April in Erfurter Thüringenhalle statt. An den Titelkämpfen nahmen 102 Boxer teil, die in elf Gewichtsklassen die Meister ermittelten. Der ASK Vorwärts Frankfurt/O. war mit drei Titeln der erfolgreichste Verein dieser Meisterschaft. Mit Stefan Förster, Günther Radowski, Ulrich Beyer und Bernd Wittenburg konnten vier Boxer ihren Titel aus dem Vorjahr verteidigen. Wolfgang Heimann kam diesmal zwei Gewichtsklasse tiefer zu Titelehren.

## Endergebnisse
| Gewichtsklasse                  | Gold                                      | Silber                                       | Bronze                                | Bronze                                        |
| Halbfliegengewicht (bis 48 kg)  | Dietmar Geilich ASK Vorwärts Frankfurt/O. | Jürgen Schultz SC Traktor Schwerin           | Eberhard Pieper SC Traktor Schwerin   | Wolfgang Seiler SC Chemie Halle               |
| Fliegengewicht (bis 51 kg)      | Klaus Gertenbach TSC Berlin               | Wolfgang Liebing SC Cottbus                  | Klaus-Peter Matthes SG Wismut Gera    | Rüdiger Rentsch SG Wismut Gera                |
| Bantamgewicht (bis 54 kg)       | Jochen Rocke TSC Berlin                   | Reiner Langer TSC Berlin                     | Montag ASG Vorwärts Halle             | Karl-Heinz Brummack ASK Vorwärts Frankfurt/O. |
| Federgewicht (bis 57 kg)        | Stefan Förster SG Wismut Gera             | Richard Nowakowski SC Traktor Schwerin       | Uwe Krause SC Traktor Schwerin        | Peter Gath SC Chemie Halle                    |
| Leichtgewicht (bis 60 kg)       | Günter Radowski ASK Vorwärts Frankfurt/O. | Bernd Rosomkiewicz ASK Vorwärts Frankfurt/O. | Hartmut Helmbold SG Wismut Gera       | Roland Ruhnau SC Traktor Schwerin             |
| Halbweltergewicht (bis 63,5 kg) | Ulrich Beyer ASK Vorwärts Frankfurt/O.    | René Müller TSC Berlin                       | Dieter Jacob SG Wismut Gera           | Petzold SG Wismut Gera                        |
| Weltergewicht (bis 67 kg)       | Uwe Franz SC Cottbus                      | Claus-Dieter Schwindt SG Wismut Gera         | Hans J.Kaiser SC Chemie Halle         | Schade SC Dynamo Berlin                       |
| Halbmittelgewicht (bis 71 kg)   | Wolfgang Heimann SC Dynamo Berlin         | Peter Wegner BSG Stahl Hennigsdorf           | Gerd Dolge SC Chemie Halle            | Bodo Andreass SG Wismut Gera                  |
| Mittelgewicht (bis 75 kg)       | Bernd Wittenburg SC Dynamo Berlin         | Wolfgang Donath SG Wismut Gera               | Dietmar Schnieber SC Cottbus          | Richter ASK Vorwärts Frankfurt/O.             |
| Halbschwergewicht (bis 81 kg)   | Ottomar Sachse SC Chemie Halle            | Eckhard Hadler SC Traktor Schwerin           | Siegert SC Dynamo Berlin              | Jacob SC Cottbus                              |
| Schwergewicht (über 81 kg)      | Jürgen Fanghänel SG Wismut Gera           | Dietmar Mayer SC Chemie Halle                | Reinhold Meissner SC Traktor Schwerin | Norbert Schulze ASK Vorwärts Frankfurt/O.     |

## Medaillenspiegel
| Platz | Verein | Verein                    | Gold | Silber | Bronze | Total |
| ----- | ------ | ------------------------- | ---- | ------ | ------ | ----- |
| 1     |        | ASK Vorwärts Frankfurt/O. | 3    | 1      | 3      | 7     |
| 2     |        | SG Wismut Gera            | 2    | 2      | 6      | 100   |
| 3     |        | TSC Berlin                | 2    | 2      | –      | 4     |
| 4     |        | SC Dynamo Berlin          | 2    | –      | 2      | 4     |
| 5     |        | SC Chemie Halle           | 1    | 1      | 4      | 6     |
| 6     |        | SC Cottbus                | 1    | 1      | 2      | 4     |
| 7     |        | SC Traktor Schwerin       | –    | 3      | 4      | 7     |
| 8     |        | BSG Stahl Hennigsdorf     | –    | 1      | –      | 1     |
| 9     |        | ASG Vorwärts Halle        | –    | –      | 1      | 1     |
|       | Total  | Total                     | 11   | 11     | 22     | 44    |